# Mateusz Gepert
Mateusz Gepert (ur. 12 lipca 1991) – polski futsalista, zawodnik z pola, występuje obecnie w Pogoni '04 Szczecin, wcześniej zawodnik Gatty Zduńska Wola. W sezonie 2011/2012 z Gattą zdobył Puchar Polski, a sezon później zajął trzecie miejsce w ekstraklasie. W sezonie 2013/2014 z Pogonią zdobył wicemistrzostwo Polski. Mateusz Gepert występuje w reprezentacji Polski.